# Cosmic Assembly Near-infrared Deep Extragalactic Legacy Survey

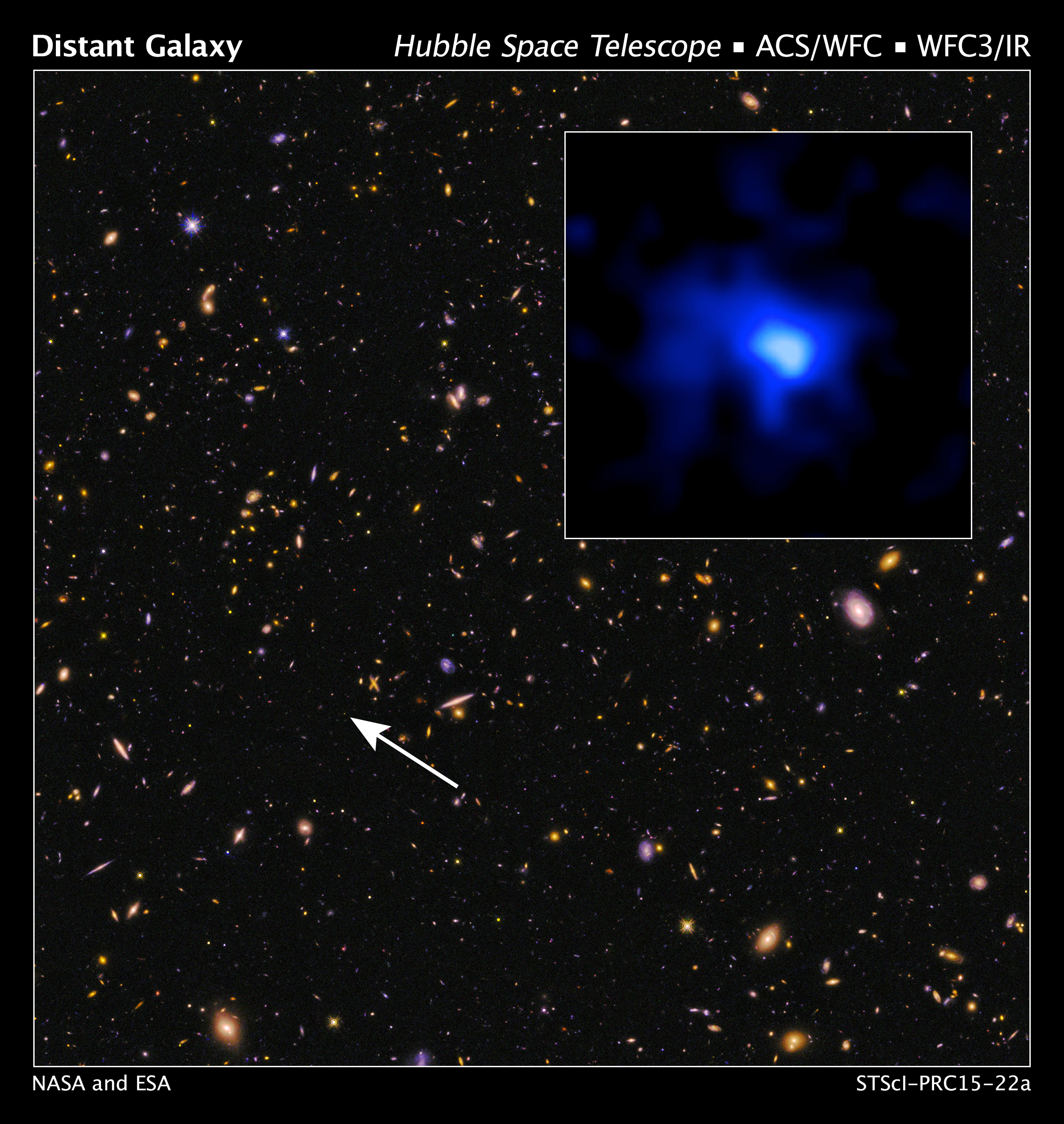
Imagen del Hubble de un campo de galaxias con alto corrimiento al rojo (z=7.7).

El Cosmic Assembly Near-infrared Deep Extragalactic Legacy Survey (CANDELS, literalmente "Estudio del Legado Extragaláctico Profundo en el Infrarrojo Cercano del Ensamblaje Cósmico") es el proyecto más grande en la historia del Telescopio Espacial Hubble, con 902 órbitas asignadas (aproximadamente cuatro meses consecutivos) de tiempo de observación. Se llevó a cabo entre 2010 y 2013 con dos cámaras a bordo del Hubble, WFC3 y ACS, y tiene como objetivo explorar la evolución galáctica en el universo temprano y las primeras semillas de la estructura cósmica menos de mil millones de años después del Big Bang.

## Metas científicas
CANDELS está diseñado para documentar el primer tercio de la evolución galáctica, en los corrimientos al rojo de 8 a 1,5, a través de imágenes profundas de más de 250.000 galaxias. Otro objetivo es encontrar la primera supernova de Tipo Ia más allá de z>1,5 y establecer su precisión como velas estándar para la cosmología. Se realizaron exposiciones adicionales "diurnas" de WFC3/UV/Vis en el campo GOODS-N para aprovechar la oportunidad de su zona de visualización continua.

## Facilidad e instrumentos
El instrumento principal de CANDELS es la Wide Field Camera 3, una cámara de infrarrojo cercano instalada en el Hubble en mayo de 2009. WFC3 trabaja en conjunto con la Advanced Camera for Surveys de luz visible, que en conjunto brinda una cobertura pancromática sin precedentes de galaxias desde longitudes de onda ópticas hasta infrarrojo cercano.